# As-Sachir

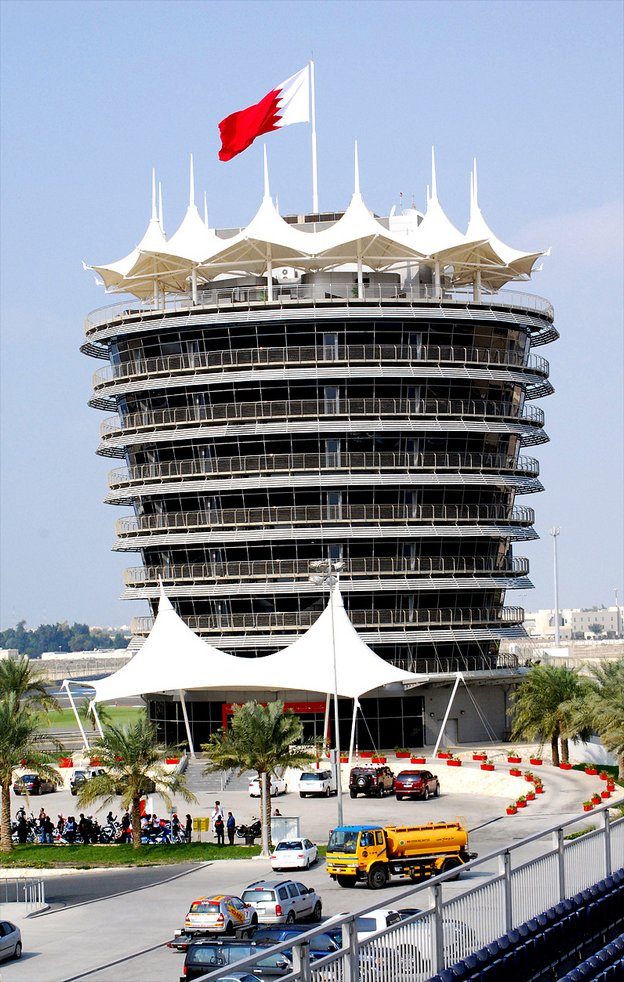
Wieża znajdująca się na torze wyścigowym Bahrain International Circuit

As-Sachir (arab. ‏الصخير‎) – pustynia znajdująca się w Al-Muhafazat al-Dżanubijja na południu Bahrajnu. W okresie od listopada do marca na pustyni trwa sezon kempingowy, w trakcie którego powstaje miasto namiotowe. Na pustyni znajduje się tor wyścigowy Bahrain International Circuit na którym odbywa się Grand Prix Bahrajnu Formuły 1, pałac As-Sachir będący jedną z rezydencji emira Bahrajnu Hamada ibn Chalify Al Saniego oraz Al Areen Wild Life Park. Pustynia jest również jednym z najlepszych miejsc w regionie Rady Współpracy Zatoki Perskiej do obserwacji gwiazd ze względu na niskie zniekształcenie sztucznym światłem.